# Radošov
Radošov település Csehországban, a Třebíči járásban. Radošov Svatoslav, Kamenice, Kouty, Horní Smrčné és Chlum településekkel határos. Lakosainak száma 160 fő (2024. január 1.).

## Népesség
A település lakosságának változását az alábbi diagram mutatja:
| Lakosok száma | 311  | 307  | 332  | 225  | 190  | 182  | 168  | 172  | 158  | 160  |
|               | 1869 | 1890 | 1921 | 1950 | 1980 | 2001 | 2017 | 2019 | 2022 | 2024 |